# Zovax
Zovax és un gènere d'arnes de la família Crambidae.

## Taxonomia
- Zovax vangoghi Bleszynski, 1965
- Zovax venus Bassi, 2013
- Zovax whiteheadii (E. Wollaston, 1879)